# 宇野弘蔵
宇野 弘蔵（うの こうぞう、1897年11月12日 - 1977年2月22日）は、日本のマルクス経済学者。
日本のマルクス経済学者の中でも特に影響力の大きな一人であり、その学派は宇野学派と称された。宇野学派は新左翼や社会主義協会に影響をあたえた。

## 経歴
岡山県倉敷市に生まれる。旧制高梁中学校（現・岡山県立高梁高等学校）に入学し、同期には、後に宇野の人生に大きな影響を与えた西雅雄や一高の特待生となる松田享爾、関西大学法学部教授になる高木益郎がいた。卒業後、第六高等学校を経て、1921年に東京帝国大学経済学部卒業。1954年、経済学博士（東京大学）。
1921年、大原社会問題研究所入所。ドイツ留学を経て、1924年に東北帝国大学法文学部経済学第三講座（経済政策論）助教授。同大学在職中の1938年に人民戦線事件に連座し逮捕されるも、後に無罪となる。1941年に東北帝大を辞職し、財団法人日本貿易振興協会（現・独立行政法人日本貿易振興機構）日本貿易研究所入所。1944年、三菱経済研究所入所。
1946年に東北帝大講師。1947年、東京帝国大学社会科学研究所教授。同年12月に『価値論』を発表したことが契機となりマルクス価値論の議論が盛んになった。
1949年、社会科学研究所長。1954年12月、「恐慌論」により東京大学から経済学博士の学位を授与される。
1958年に東京大学を定年退官し、法政大学社会学部教授に就任、1968年まで務めた。
1977年、肺炎により神奈川県藤沢市鵠沼の自宅で死去。

## 人物
『資本論』に基づく経済研究を原理論、段階論、現状分析の3つに分けるという構成がとりわけよく知られ、唯物史観や社会主義イデオロギーから切り離した科学としての経済学を確立した。ちなみに宇野自身は自著で「自分をマルクス主義者とはもちろんのこと、広い意味での社会主義者とも考えたことはありません」（『資本論五十年』）と語っている。
妻のマリアは、統計学者で東京帝国大学教授、日本放送協会会長、大原社会問題研究所所長等を歴任した高野岩三郎とドイツ人バルバラ・カロリナとの娘。

## 著作
- 『宇野弘蔵著作集』岩波書店（全11巻） 1973-74
- 経済政策論 上巻 弘文堂 1936
- 価値論 河出書房 1947 (社会主義経済学）
- 農業問題序論 改造社 1947
- 資本論入門 白日書院 1948／講談社学術文庫 1978
- 資本論の研究 岩波書店 1949
- 資本論入門 第2巻(資本の流通過程) 白日書院 1949 (社会科学研究叢書）
- 経済原論 岩波書店 1950-52
- 価値論の研究 東京大学出版会 1952
- 社会科学のために 弘文堂 1952
- 恐慌論 岩波書店 1953、復刊1983
- 経済政策論 弘文堂 1954 (経済学全集）、改訂版1984
- 「資本論」と社会主義 岩波書店 1958
- マルクス経済学原理論の研究 岩波書店 1959
- 経済学方法論 東京大学出版会 1962 (経済学大系）
- 社会科学の根本問題 青木書店 1966 (青木全書)
- 経済学を語る 東京大学出版会 1967 (UP選書)
- マルクス経済学の諸問題 岩波書店 1969
- 資本論の経済学 岩波新書 1969
- 社会科学としての経済学 筑摩叢書 1969、復刊1984ほか
- 資本論五十年（上下） 法政大学出版局 1970-73、新装版1981、改装版2017
- 経済学の効用 東京大学出版会 1972 (UP選書)
- 資本論に学ぶ 東京大学出版会 1975 (UP選書)
- 社会科学と弁証法 梅本克己共著 岩波書店 1976
- 資本論入門 第二巻解説 岩波書店 1977.11
- 『資本論』と私 御茶の水書房 2008.1
- 恐慌論　岩波文庫 2010.2
- 資本論に学ぶ ちくま学芸文庫 2015.2
- 経済原論　岩波文庫 2016.1
- 社会科学としての経済学 ちくま学芸文庫 2016.6
- 経済学（上下） 角川ソフィア文庫 2019

## 翻訳
- ロンバード街 ロンドンの金融市場 バジヨツト 岩波文庫 1941、復刊1984ほか（改版2023.6）
- 捕鯨 / Erik Lynge 栗田書店 1943 (世界貿易産業研究叢書)

## 記念論集
- マルクス経済学の研究 宇野弘蔵先生古稀記念論文集 東京大学出版会 1968